# Peoria (Oklahoma)
Peoria es un pueblo ubicado en el condado de Ottawa en el estado estadounidense de Oklahoma. En el año 2010 tenía una población de 	132 habitantes y una densidad poblacional de 220 personas por km².

## Geografía
Peoria se encuentra ubicado en las coordenadas 36°54′54″N 94°40′13″O / 36.91500, -94.67028 (36.915128, -94.670256).

## Demografía
Según la Oficina del Censo en 2000 los ingresos medios por hogar en la localidad eran de $28,125 y los ingresos medios por familia eran $40,938. Los hombres tenían unos ingresos medios de $25,000 frente a los $21,250 para las mujeres. La renta per cápita para la localidad era de $13,953. Alrededor del 3.6% de la población estaban por debajo del umbral de pobreza.